# Liste der Naturdenkmäler im Bezirk Murtal
Die Liste der Naturdenkmäler im Bezirk Murtal listet die als Naturdenkmal ausgewiesenen Objekte im Bezirk Murtal im Bundesland Steiermark auf. Bei den Naturdenkmälern handelt es sich vorwiegend um Bäume oder Baumgruppen, zwei Naturdenkmäler sind geschützte Gewässerabschnitte, ein Naturdenkmal eine Gletschergrundmoräne. Unter den Naturdenkmälern befinden sich vor allem heimische Baumarten, in der Mehrzahl Winter-Linden (Tilia cordata) und Stieleichen (Quercus robur).

## Naturdenkmäler
Die Standardsortierung der Tabelle folgt alphabetisch den Gemeindenamen.
| Foto |                 | Name                                          | ID   | Standort                                                                                  | Beschreibung                               | Fläche  | Datum      |
| ---- | --------------- | --------------------------------------------- | ---- | ----------------------------------------------------------------------------------------- | ------------------------------------------ | ------- | ---------- |
| 1    | Datei hochladen | 4 Rotbuchen am Friedhof in Fohnsdorf          | 1522 | Fohnsdorf, Grazerstraße 19 KG: Fohnsdorf GrStNr: 400/3 Standort                           |                                            | 386 m²  | 22.01.2004 |
| 1    | Datei hochladen | Linde (Tilia sp.)                             | 758  | Gaal, Ingering II 14 KG: Ingering II GrStNr: 5/1 Standort                                 |                                            | 131 m²  | 17.09.2007 |
| 1    | Datei hochladen | Zirbe (Pinus cembra)                          | 765  | Gaal, Puchschachen 10. östlich KG: Puchschachen GrStNr: 17 Standort                       |                                            | 44 m²   | 13.07.1978 |
| 1    | Datei hochladen | Zirbe (Pinus cembra)                          | 766  | Gaal, Puchschachen 10. östlich KG: Puchschachen GrStNr: 17 Standort                       |                                            | 46 m²   | 13.07.1978 |
| 1    | Datei hochladen | Lärche (Larix decidua)                        | 814  | Gaal KG: Puchschachen GrStNr: 666 Standort                                                |                                            | 95 m²   | 16.02.2010 |
| 1    | Datei hochladen | Gletschergrundmoräne bei Grünhübl-Watzenbichl | 746  | Judenburg KG: Judenburg GrStNr: 434/1, etc. Standort                                      | → Hauptartikel : Endmoräne bei Grünhübl f1 | 3,23 ha | 13.10.1980 |
| 1    | Datei hochladen | Winterlinde (Tilia cordata)                   | 741  | Judenburg, Waltersdorf 1 KG: Waltersdorf GrStNr: 10 Standort                              |                                            | 160 m²  | 22.11.1985 |
| 1    | Datei hochladen | Winterlinde (Tilia cordata)                   | 742  | Judenburg, Waltersdorf 1 KG: Waltersdorf GrStNr: 10 Standort                              |                                            | 142 m²  | 22.11.1985 |
| 1    | Datei hochladen | Winterlinde (Tilia cordata)                   | 806  | Knittelfeld, Mitterbach 67 KG: Apfelberg GrStNr: 676 Standort                             |                                            | 236 m²  | 17.09.2007 |
| 1    | Datei hochladen | Sommereiche (Quercus robur)                   | 761  | Knittelfeld, Anton-Regner-Straße 39 KG: Knittelfeld GrStNr: 411/3 Standort                |                                            | 184 m²  | 13.07.1978 |
| 1    | Datei hochladen | Winterlinde (Tilia cordata)                   | 776  | Lobmingtal, Dorfstraße 31, westlich KG: Kleinlobming GrStNr: 142 Standort                 |                                            | 66 m²   | 13.07.1978 |
| 1    | Datei hochladen | Winterlinde (Tilia cordata)                   | 777  | Lobmingtal, Dorfstraße 31, westlich KG: Kleinlobming GrStNr: 142 Standort                 |                                            | 62 m²   | 13.07.1978 |
| 1    | Datei hochladen | Granitzenbach Abschnitt A                     | 757  | Obdach KG: Kienberg bzw. Granitzen GrStNr: 1280/1; 1439 Standort                          |                                            | 0,61 ha | 07.12.1989 |
| 1    | Datei hochladen | 4 Zirben (Pinus cembra)                       | 753  | Obdach, Lavantegg 16 KG: Lavantegg GrStNr: 1; 22 Standort                                 |                                            | 355 m²  | 23.05.1985 |
| 1    | Datei hochladen | Birnbaum (Pyrus communis)                     | 756  | Pölstal, Bretstein 2b KG: Bretstein GrStNr: 1361/1 Standort                               |                                            | 73 m²   | 06.08.1993 |
| 1    | Datei hochladen | Rotbuche in der Gemeinde Bretstein            | 1521 | Pölstal KG: Bretstein GrStNr: 1174/1 Standort                                             |                                            | 93 m²   | 22.01.2004 |
| 1    | Datei hochladen | Lärche (Larix decidua)                        | 749  | Pölstal KG: Oberzeiring GrStNr: 1272; 1359 Standort                                       |                                            | 485 m²  | 24.11.1980 |
| 1    | Datei hochladen | Stieleiche (Quercus robur)                    | 748  | Pöls-Oberkurzheim, Hauptplatz 3 KG: Pöls GrStNr: 348; 413/7 Standort                      |                                            | 47 m²   | 24.11.1980 |
| 1    | Datei hochladen | Winterlinde (Tilia cordata)                   | 817  | Sankt Marein-Feistritz, Dorfstraße 53 KG: Feistritz GrStNr: .184 Standort                 |                                            | 100 m²  | 23.06.1993 |
| 1    | Datei hochladen | Winterlinde (Tilia cordata)                   | 819  | Sankt Marein-Feistritz, Mauth 5, nahe KG: Feistritz GrStNr: 1109/1 Standort               |                                            | 81 m²   | 23.06.1993 |
| 1    | Datei hochladen | Rosskastanie (Aesculus hippocastanum)         | 779  | Sankt Marein-Feistritz, Fressenberg 22 KG: Fressenberg GrStNr: .2 Standort                |                                            | 93 m²   | 17.09.2007 |
| 1    | Datei hochladen | Stieleiche (Quercus robur)                    | 816  | Sankt Marein-Feistritz KG: St. Margarethen GrStNr: 153 Standort                           |                                            | 239 m²  | 18.09.1992 |
| 1    | Datei hochladen | Zwillingseiche (Quercus robur)                | 795  | Sankt Marein-Feistritz KG: Wasserleith GrStNr: 23/3 Standort                              |                                            | 294 m²  | 22.08.1978 |
| 1    | Datei hochladen | Gleinbach                                     | 1537 | Sankt Margarethen bei Knittelfeld KG: Glein Standort                                      |                                            | 8,02 ha | 01.07.2009 |
| 1    | Datei hochladen | Linde (Tilia sp.)                             | 763  | Sankt Margarethen bei Knittelfeld KG: Mitterbach GrStNr: 719 Standort                     |                                            | 119 m²  | 12.07.1978 |
| 1    | Datei hochladen | Linde (Tilia sp.)                             | 764  | Sankt Margarethen bei Knittelfeld KG: Mitterbach GrStNr: 666 Standort                     |                                            | 93 m²   | 13.07.1978 |
| 1    | Datei hochladen | Nußbaum (Juglans regia)                       | 808  | Sankt Margarethen bei Knittelfeld, Mitterbach 67 KG: Mitterbach GrStNr: 423 Standort      | Anmerkung: evtl auf GstNr Apfelberg 676    | 192 m²  | 17.09.2007 |
| 1    | Datei hochladen | Winterlinde (Tilia cordata)                   | 770  | Sankt Margarethen bei Knittelfeld, St. Lorenzen 12 KG: St. Lorenzen GrStNr: 544 Standort  |                                            | 183 m²  | 22.08.1978 |
| 1    | Datei hochladen | Linde (Tilia sp.)                             | 820  | Sankt Margarethen bei Knittelfeld KG: St. Lorenzen GrStNr: 39/1 Standort                  |                                            | 141 m²  | 03.08.1994 |
| 1    | Datei hochladen | Stieleiche (Quercus robur)                    | 801  | Spielberg, Gaalerstraße KG: Sachendorf GrStNr: 385/1 Standort                             |                                            | 260 m²  | 12.07.1978 |
| 1    | Datei hochladen | Stieleiche (Quercus robur)                    | 803  | Spielberg, Obere Sachendorfer-Straße 66, südöstlich KG: Sachendorf GrStNr: 381/1 Standort |                                            | 122 m²  | 12.07.1978 |
| 1    | Datei hochladen | Stieleiche (Quercus robur)                    | 771  | Spielberg, Immergrünweg 1 KG: Spielberg GrStNr: 28/4 Standort                             |                                            | 297 m²  | 22.08.1978 |
| 1    | Datei hochladen | Stieleiche (Quercus robur)                    | 775  | Spielberg, Schloßring 26, südwestlich KG: Spielberg GrStNr: 30/1 Standort                 |                                            | 277 m²  | 28.08.1978 |
| 1    | Datei hochladen | Winterlinde (Tilia cordata)                   | 751  | Weißkirchen in Steiermark, Zellerkreuzstraße 1 KG: Allersdorf GrStNr: 63 Standort         |                                            | 366 m²  | 19.05.1983 |
| 1    | Datei hochladen | Winterlinde (Tilia cordata)                   | 744  | Weißkirchen in Steiermark, Maria Buch 6 KG: Maria Buch GrStNr: 1125/2 Standort            |                                            | 107 m²  | 13.11.1981 |
| 1    | Datei hochladen | Winterlinde (Tilia cordata)                   | 1539 | Weißkirchen in Steiermark, Reisstraße KG: Reisstraße GrStNr: .1 Standort                  |                                            | 99 m²   | 23.07.2008 |
| 1    | Datei hochladen | Sommerlinde (Tilia platyphyllos)              | 740  | Weißkirchen in Steiermark, Lindenplatz 4 KG: Weißkirchen GrStNr: 11 Standort              |                                            | 142 m²  | 29.01.1981 |

## Ehemalige Naturdenkmäler
| Foto |                 | Name                            | ID   | Standort                                                                            | Beschreibung                                                                                      | Fläche | Datum      |
| ---- | --------------- | ------------------------------- | ---- | ----------------------------------------------------------------------------------- | ------------------------------------------------------------------------------------------------- | ------ | ---------- |
| 1    | Datei hochladen | Bergahorn (Acer pseudoplatanus) | 760  | Gaal, Ingering II 14 KG: Ingering II GrStNr: 5/1 Standort                           |                                                                                                   | 96 m²  | 17.09.2007 |
| 1    | Datei hochladen | Winterlinde (Tilia cordata)     | 818  | Sankt Marein-Feistritz, Dorfstraße 34 KG: Feistritz GrStNr: 803 Standort            |                                                                                                   | 82 m²  | 23.06.1993 |
| 1    | Datei hochladen | Winterlinde (Tilia cordata)     | 798  | Sankt Marein-Feistritz, Wasserleitherstraße 2 KG: Wasserleith GrStNr: 23/2 Standort |                                                                                                   | 188 m² | 22.08.1978 |
| 0 BW | Datei hochladen | Winterlinde (Tilia cordata)     | 1520 | Sankt Marein-Feistritz KG: Wasserleith GrStNr: 147 Standort                         | Anmerkung: ID 1520 ist im GIS nicht mehr als Naturdenkmal verzeichnet                             | 268 m² | 18.08.1987 |
| 1    | Datei hochladen | Tanne (Abies alba)              | 809  | Sankt Margarethen bei Knittelfeld KG: Mitterbach GrStNr: 166/1 Standort             | Anmerkung: Objektvermutung lt Land Stmk. November 2015: ID 809 ist nicht mehr im GIS verzeichnet. | 176 m² | 23.09.1986 |
| 1    | Datei hochladen | 2 Winterlinden (Tilia cordata)  | 1397 | Seckau, Dürnberg 7a, gegenüber KG: Dürnberg GrStNr: 407 Standort                    |                                                                                                   | 230 m² | 18.11.2003 |

| Foto:                    | Fotografie des Naturdenkmals. Klicken des Fotos erzeugt eine vergrößerte Ansicht. Daneben finden sich zwei Symbole: \| Weitere Bilder vorhanden \| Das Symbol bedeutet, dass weitere Fotos des Objekts verfügbar sind. Durch Klicken des Symbols werden sie angezeigt. \| \| Eigenes Foto hochladen \| Durch Klicken des Symbols können weitere Fotos des Objekts in das Medienarchiv Wikimedia Commons hochgeladen werden. \| |
| Name:                    | Bezeichnung des Naturdenkmals laut offiziellen Quellen |
| ID                       | Identifikator |
| Standort:                | Es ist die Gemeinde und falls vorhanden die Adresse angegeben. Darunter sind die Katastralgemeinde (KG) und die Grundstücksnummer angeführt. Durch Aufruf des Links Standort wird die Lage des Denkmals in verschiedenen Kartenprojekten angezeigt. |
| Beschreibung             | Kurze Beschreibung des Naturdenkmals |
| Fläche                   | Fläche des Naturdenkmals in Hektar (ha) |
| Datum                    | Datum oder Jahr der Unterschutzstellung |
| Weitere Bilder vorhanden | Das Symbol bedeutet, dass weitere Fotos des Objekts verfügbar sind. Durch Klicken des Symbols werden sie angezeigt. |
| Eigenes Foto hochladen   | Durch Klicken des Symbols können weitere Fotos des Objekts in das Medienarchiv Wikimedia Commons hochgeladen werden. |